# Couhé
Couhé är en kommun i departementet Vienne i regionen Nouvelle-Aquitaine i västra Frankrike. Kommunen ligger i kantonen Couhé som tillhör arrondissementet Montmorillon. År 2018 hade Couhé 1 881 invånare.

## Befolkningsutveckling
Antalet invånare i kommunen Couhé
| Referens: INSEE |